# Gegürtelter Schnellkäfer
|                                                       |
| Stirnleisten (grün nachgezogen) bei A. sanguinolentus |

|                                                             |
| Schenkeldecken von A. sanguinolentus, rechts grün unterlegt |

Der Gegürtelte Schnellkäfer (Ampedus balteatus) ist ein Käfer aus der Familie der Schnellkäfer und der Unterfamilie der Ampedinae. Die Flügeldecken des schwarzen Käfers sind bräunlichrot oder gelbbraun, das letzte Drittel ist gewöhnlich geschwärzt. Er wird 7,5 bis 10 Millimeter lang.
Die Art wird in den Roten Listen von Rheinland-Pfalz als nicht gefährdet eingestuft, in Schleswig-Holstein als gefährdet (Kategorie A.3 bzw. 3).

## Bemerkungen zum Namen
Die Art wurde bereits 1758 von Linnaeus in der berühmten zehnten Ausgabe seiner Systema naturae unter dem Namen Elater balteatus beschrieben. Linné erwähnt in der kurzen Beschreibung Elytris antice dimidiato-rubris (lat. Flügeldecken vorn schwach rot), in der längeren Beschreibung elytris bicoloribus e fulvo & nigro (lat. Flügeldecken zweifarbig gelbrot und schwarz). Es ist deswegen anzunehmen, dass er mit dem Artnamen balteātus (lat. eingefasst, gegürtelt) den Eindruck benennt, den die Färbung hervorruft.
Der Gattungsname Ampēdus (altgriechisch αμπηδάω αναπηδάω ampēdáō, anapēdáō, ich springe auf) besagt, dass die Käfer sich aus der Rückenlage emporschnellen können. Als Autor wird Dejean 1833 angesehen, bei dem der Name in einem Auktionskatalog auftaucht. Dort ist vermerkt, dass der Name von Megerle übernommen wurde. Die Namen in den Auktionskatalogen von Megerle werden jedoch nicht anerkannt.
Die Gattung Ampedus ist in Europa mit knapp sechzig Arten vertreten, die alle zur gleichen Untergattung gerechnet werden. Weltweit werden drei Untergattungen unterschieden, die über hundert Arten umfassen.

## Beschreibung des Käfers
Die Halsschildseiten sind beim Gegürtelten Schnellkäfer durchgehend fein gerandet, der Rand zieht sich jedoch wie bei vielen Arten der Familie vorn nach unten, so dass er in der Nähe des Kopfes von oben nicht mehr sichtbar ist. Auf der Körperunterseite ist der Halsschild mit der Vorderbrust verwachsen, nur in Kopfnähe ist die Verwachsungsnaht (Prosternalnaht) etwas vertieft, um die Fühler aufnehmen zu können. Die Vorderbrust ist vorn abgerundet, hinten in einer langen Spitze ausgezogen, die in eine entsprechende Grube in der Mittelbrust einrasten kann. Dieser Schnellmechanismus ermöglicht es dem Käfer sich aus der Rückenlage in die Luft zu schnellen. Die Beine sind schwach, die Tarsen alle fünfgliedrig.
Im Unterschied zu der Unterfamilie Physorrhininae, die sonst ähnliche Merkmale aufweist, ist das dritte Tarsenglied nicht in einen Sohlenlappen verlängert.
Die Hinterhüfte, die nach hinten an die Hinterbrust anschließt, ist zur teilweisen Aufnahme der Hinterschenkel ausgehöhlt. Den Teil, der mit der Hinterbrust auf gleicher Ebene liegt, nennt man Schenkeldecke. Ihre Form ist ein wichtiges Bestimmungsmerkmal. Bei der Gattung Ampedus sind die Schenkeldecken innen breit, vor der abrupten Verschmälerung nach außen eine Ecke bildend. Am Innenrand haben sie einen nach hinten weisenden stumpfen Zahn (Bild). Über der Einlenkung der elfgliedrigen Fühler vor den Augen entspringt die Stirnleiste. Diese randförmige Vorwölbung verläuft nach innen und vereint sich mit der Stirnleiste der anderen Seite zu einem bogenförmigen Vorsprung des Kopfes (Bild). Darunter fällt der Kopf senkrecht bis zur Oberlippe ab. Die Mundwerkzeuge zeigen nach unten.
Unter den schwarzen Schnellkäfern mit roten Flügeldecken zeichnet sich der Gegürtelte Schnellkäfer durch eine Reihe von Eigenschaften aus. Am auffallendsten ist die Schwärzung des letzten Drittels der Flügeldecken, die jedoch verloschen sein kann. Die Punkte der Scheibe des Halsschilds sind überall gleich groß und gleich dicht. Neben dem Seitenrand des Halsschildes ist die Punktur in der hinteren Hälfte ungenabelt, vorn kann sie genabelt sein. Das dritte Fühlerglied ist nicht ähnlich dem vierten erweitert (gesägt), sondern gestreckt und wie das zweite Fühlerglied stärker glänzend als die folgenden. Die Behaarung ist auf der Körperoberseite schwarz, auf der Körperunterseite gelblich.

## Vorkommen
Die Art kommt in Nord- und Mitteleuropa bis an die Alpen und Frankreich, in den Karpaten, Kaukasus, Sibirien vor allem in Gebieten mit alten Kiefernbeständen vor.

## Lebensweise
Man findet die Art hauptsächlich in Kiefernwäldern, aber auch auf Heide und im Moor. Die Käfer findet man auf oder unter der Rinde oder in faulendem Holz, hauptsächlich von Nadelbäumen, aber auch von Birke, Eiche und Erle.
Die Larven leben in feuchtem und faulem Kiefernholz, von dem sie sich ernähren. Die Käfer ernähren sich räuberisch.